# IRAM 30-meter telescoop
De IRAM 30-meter telescoop is een radiotelescoop die gebruikt wordt voor astronomische waarnemingen bij golflengtes rond een millimeter. De telescoop wordt bedreven door IRAM en bevindt zich in de Sierra Nevada in Spanje, nabij de top van de Pico Veleta. 

## Telescoop
De telescoop is gebouwd tussen 1980 en 1984 en bevindt zich op een hoogte van 2850 meter. De nauwkeurigheid van het oppervlak van de reflector die bestaat uit 420 aluminium panelen is ongeveer 55 micron. Daardoor, en wegens de grote diameter is de telescoop in staat zwakke bronnen te detecteren.
De telescoop is uitgerust met een aantal heterodyne ontvangers voor de studie van spectraallijnen en een aantal continuüm ontvangers waarmee de totale straling in een groter golflengtegebied gemeten kan worden. De ontvangers werken bij golflengten van 0,8, 1, 2, en 3 millimeter.
Door de telescoop te richten op een bron en in een gebied rond de bron te scannen kunnen kaarten van het gebied gemaakt worden. De telescoop is in staat tegelijkertijd te meten op verschillende golflengtes en is een van de meest gevoelige enkele (single dish) radiotelescopen.

## Metingen
In tegenstelling tot optische astronomie, die gevoelig is voor hete objecten (de temperatuur van de atmosfeer van sterren is 1000 - 10000 K) kunnen telescopen die meten in het millimetergebied zoals de 30m telescoop het koude heelal waarnemen (temperaturen van minder dan 25 K).
De telescoop wordt gebruikt voor metingen van objecten in ons zonnestelsel en van gebieden met stervorming in stof- en moleculaire wolken in het Melkwegstelsel en ook in andere sterrenstelsels worden waargenomen. Daarbij wordt de vorming van de eerste sterrenstelsels in het heelal onderzocht evenals de kernen van meer nabije stelsels met superzware zwarte gaten en de dynamica en chemische evolutie van deze stelsels. Daarnaast wordt gezocht naar organische en anorganische moleculen in moleculaire wolken en rond sterren en wordt de aanwezigheid van puinschijven en de vorming van planetenstelsels rond sterren onderzocht.
De 30-m telescoop maakt ook deel uit van VLBI waarnemingen. In 1995 werd samen met het NOEMA array (de voormalige Plateau de Bure Interferometer, eveneens van IRAM) Sagittarius A* waargenomen. De telescoop is een van de stations van de Event Horizon Telescope waarmee in 2017 de eerste afbeelding van een zwart gat werd verkregen. 

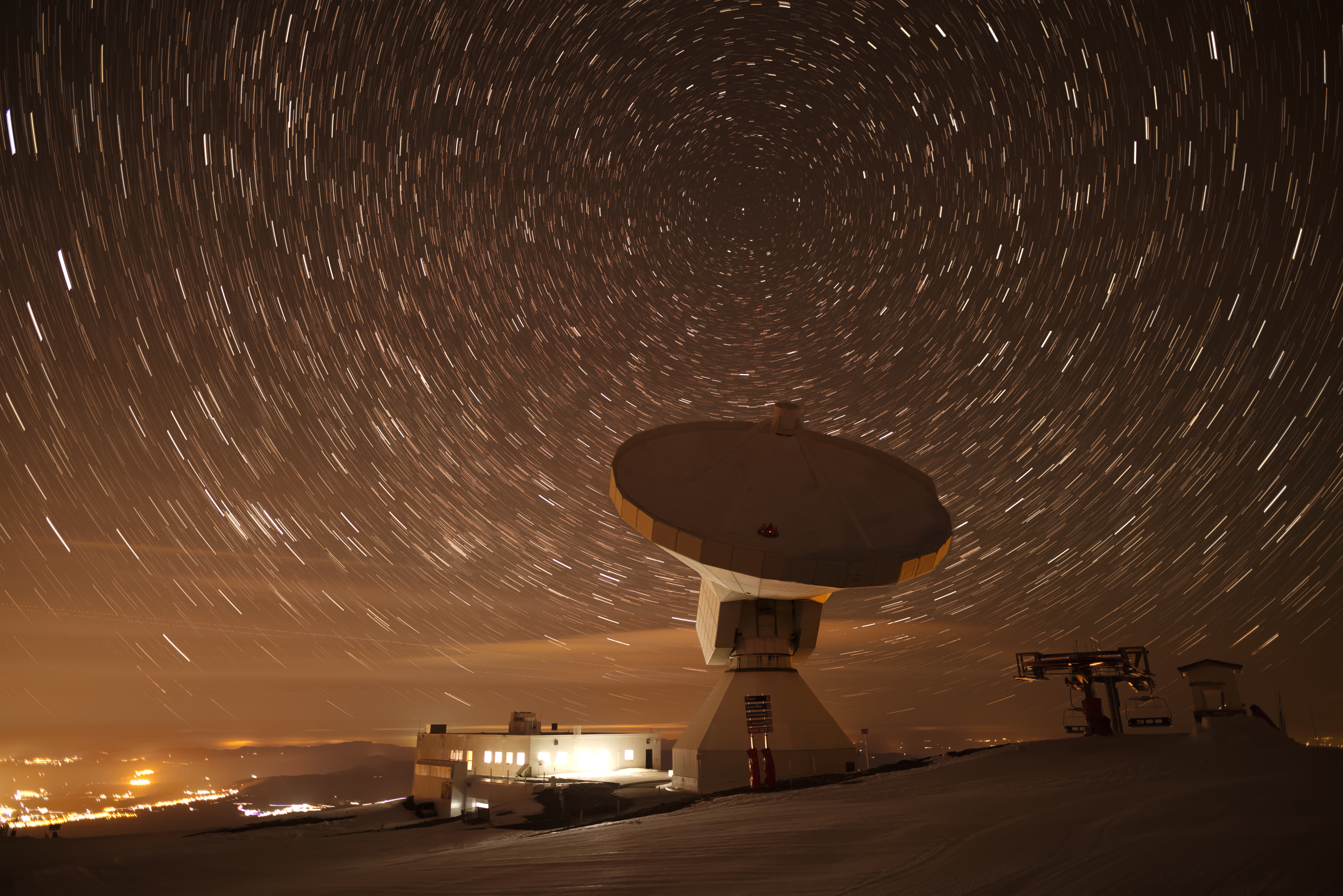
The IRAM 30-meter telescope scanning the night sky
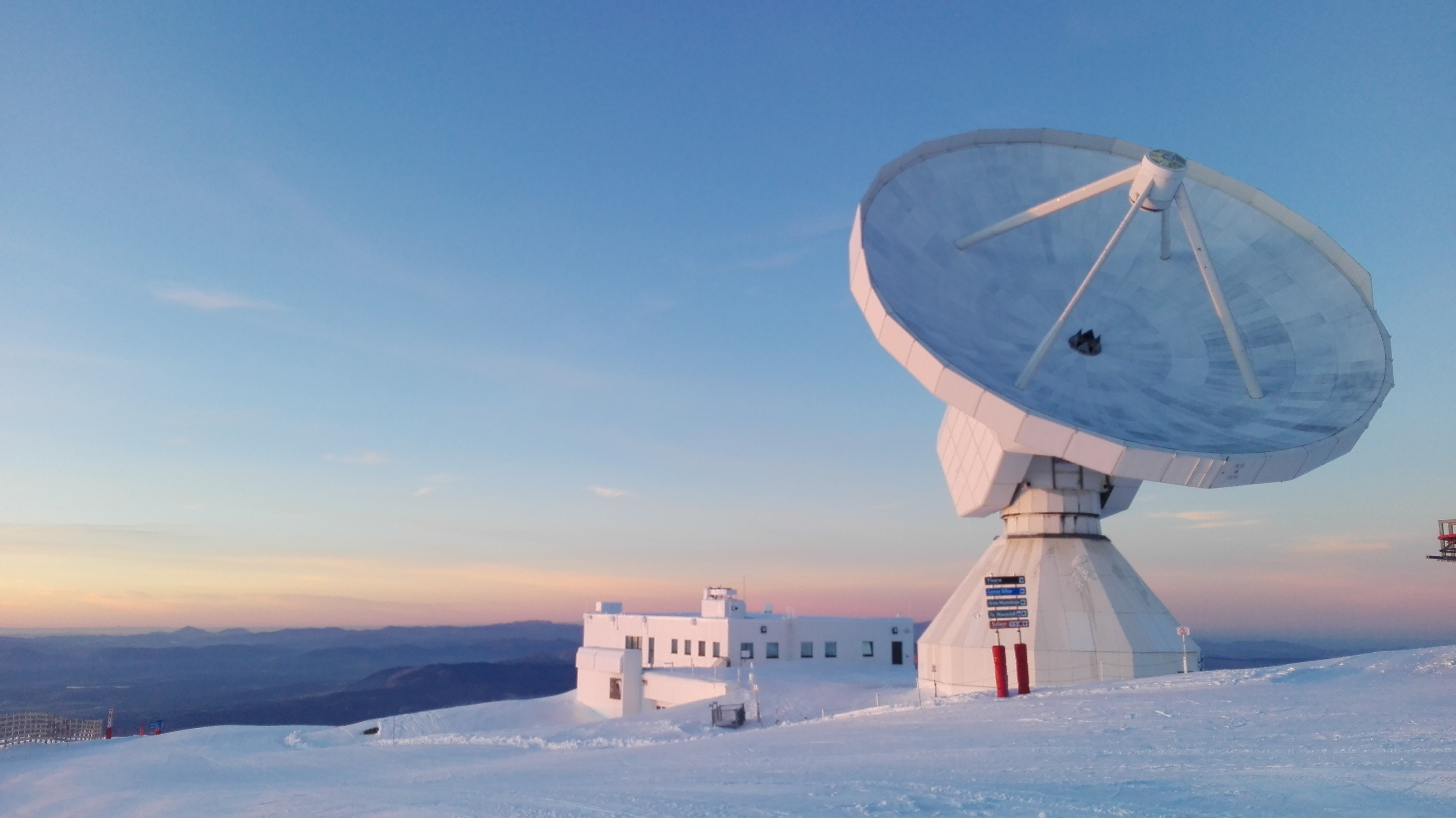
The IRAM 30-meter telescope